# پارک ملی کیاسر

یکی از گونه‌های گوزن (احتمالا مرال) در محدوده پارک ملی کیاسر (روستای گل‌باغ دهستان چهاردانگه بخش چهاردانگه شهرستان ساری.

پارک ملی کیاسرمنطقه‌ای کوهستانی در البرز مرکزی و در استان مازندران ایران است که در بخش کیاسر، در ۷۰ کیلومتری جنوب شهر ساری واقع شده است.
این پارک ملی در ۱۰ کیلومتری جنوب شهر کیاسر و در شمال پناهگاه حیات وحش دودانگه و چهاردانگه، با مساحت ۷۳۱۲ هکتار سال ۱۳۸۳ در شهرستان ساری تعیین شد.
منطقه جنگلی کیاسر از شمال به منطقه طرح جنگلداری سری ایلال، از جنوب به مناطق پناهگاه حیات وحش دودانگه و چهاردانگه، از شرق به منطقه طرح جنگلداری الحاقی هفت‌خال و از غرب به پیوندگاه رودخانه‌های کاردی‌کلا و تجن محدود می‌گردد. پارک ملی کیاسر با مساحت ۹۵۳۰ هکتار بین طول‌های جغرافیایی ˝۲۰́۲۸˚ ۵۳ تا ˝ ́۲۱ ۴۱˚ ۵۳ شرقی و عرض‌های جغرافیایِی ˝ ́۳۸ ۷˚ ۳۶ تا ˝ ́۱۰ ۱۵˚ ۳۶ شمالی واقع شده است.
میانگین بارندگی سالانه منطقه ۶۵۰ میلی‌متر و دمای متوسط سالانه ۱۲ درجه سانتی‌گراد است. پایین‌ترین ارتفاع در محدوده پارک ۸۸۳ متر و بالاترین ارتفاع ۲۷۷۵ متر از سطح دریاست. رودخانه جاری در پارک ملی کیاسر رودخانه لنگر، یکی از شاخه‌های سفیدرود است و رودخانه سفیدرود نیز یکی از شاخه‌های تجن است. رودخانه تجن در نهایت به دریای خزر می‌ریزد.
پارک ملی کیاسر دارای اقلیم نیمه مرطوب معتدل است. این منطقه کوهستانی در قسمت‌های میان‌بند و بالابند جنگل‌های خزری واقع شده که در جنوب شهرستان ساری و به صورت جنگل‌های طبیعی بکر و چراگاه‌های پردرخت و صخره‌ای است و رویشگاه گون‌های گیاهی منحصر بفرد چون بلوط اوری، سرخدار و… می‌باشد. پارک ملی کیاسر شامل دو حوزه بخشی از عرصه جنگلی واقع در قسمت‌های غرب و شمال منطقه به عنوان ذخیره گاه بیوسفر و بخش دیگر در قسمت‌های شرق و جنوب به عنوان پارک ملی است.
گونه‌های جانوری مهم منطقه مرال، شوکا، پلنگ، خرس قهوه‌ای، گراز، شغال، روباه معمولی، گربه جنگلی، گربه وحشی، راسو، سمور سنگی، تشی، کرکس، سارگپه جنگلی، کبوتر جنگلی، کبک، کوکو و هدهد. وجود تنوع زیستی بالا، جنگلهای کم‌نظیر و کم دست خورده هیرکانی، گونه‌های باارزش شوکا و مرال زمینه فعالیت‌های گردشگری را در این پارک مهیا ساخته است.

## شکار پلنگ کمیاب ایرانی در تیر ۹۲
شکارچیان پلنگ ایرانیِ کمیاب و در معرضِ خطرِ نابودی، در ۹ تیر ۱۳۹۲ در قائمشهر بازداشت شدند و یک تخته پوست پلنگ که احتمالاً ۳ یا ۴ روز پیش از عملیات بازداشت شکار شده بود از آن‌ها کشف و ضبط گردید. مدیر دیده‌بان محیط زیست و حیات وحش ایران محل شکار این پلنگ تقریباً ۶ ساله را با احتمال پارک ملی کیاسر دانست.